# Cowboy Troy

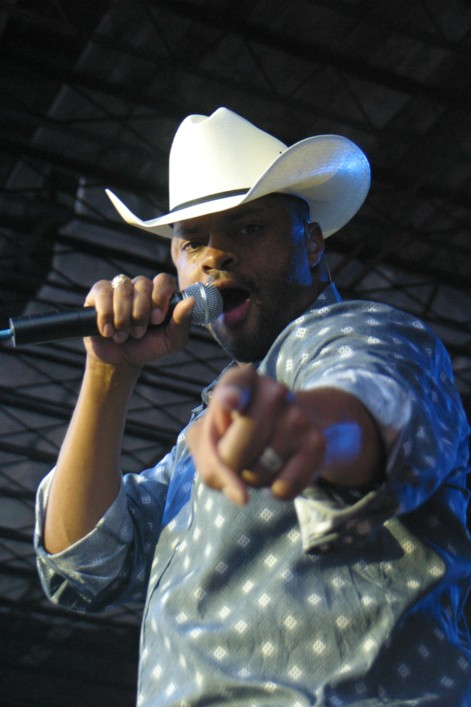
Cowboy Troy 2005

Cowboy Troy (* 18. Dezember 1970 in Victoria, Texas; eigentlich Troy Coleman) ist ein US-amerikanischer Countryrapper.

## Biografie
Bereits 1993 lernte Troy Coleman den Countrymusiker John Rich kennen, der Mitglied von Texasee und später Lonestar war. Die beiden hatten über Country hinaus gemeinsame musikalische Interessen und freundeten sich an. Bis 1999 war Coleman Filialleiter einer Schuhladenkette, dann nahm er sich eine Auszeit, um sich in Nashville als Musiker zu versuchen. Er betätigte sich als Countryrapper und verband dabei seine musikalischen Vorbilder aus Country (Charlie Daniels, Oak Ridge Boys) mit Rock (Kiss, ZZ Top) und Hip-Hop (Run-D.M.C., Sir Mix-a-Lot). Für seine Art von Countryrap prägte er den Begriff Hick-Hop.
Als er nach Nashville kam, hatte John Rich gerade Lonestar verlassen und mit Big Kenny die Muzik Mafia für regelmäßige Liveauftritte gegründet und auch Cowboy Troy gehörte zu den Livemusikern. Seine ersten Plattenaufnahmen – die EP Hick-Hop Hysteria und das Album Beginner’s Luck – veröffentlichte er 2001 bzw. 2002 noch in Eigenregie. Danach wurde er von Big & Rich intensiver unterstützt. Auf ihrem Bestselleralbum Horse of a Different Color war er 2004 als Gast vertreten und trat mit ihnen bei den CMA-Awards auf, wobei er nach Charley Pride erst der zweite schwarze Countrysänger auf der CMA-Bühne war. Er bekam einen Plattenvertrag bei Warner Music und bei den Songs Our America und I Play Chicken with the Train, die beide in die Countrycharts kamen, arbeitete er direkt mit Big & Rich und mit Gretchen Wilson zusammen.
Das Duo beteiligte sich auch als Produzententeam an seinem ersten Labelalbum Loco Motive, das 2005 erschien. Es erreichte Platz 2 der Countrycharts und Platz 15 in den offiziellen Billboard 200. Auch in den Rapcharts konnte es sich platzieren. Das zweite Warner-Album Black in the Saddle erschien 2007. Es war deutlich ernsthafter und konnte die Erwartungen nach dem ersten Album nicht erfüllen. Daraufhin veröffentlichte er sein nächstes Album Demolition Mission bei einem Indie-Label und verfehlte komplett die Charts. 
Neben der eigenen Musik war er in den 2000ern zwei Jahre Co-Moderator der Countrymusik-Castingshow Nashville Star. Ende des Jahrzehnts schien seine Karriere aber zum Stillstand gekommen zu sein. Erst 2014 unternahm er noch einmal einen Anlauf mit Warner. Das Album King of Clubs schaffte es aber lediglich in die Rapcharts. Danach veröffentlichte er noch weitere Alben über das eigene Label Hick Hop Federation, in die Charts kehrte er aber nicht mehr zurück.

## Diskografie

### Alben
| Jahr | Titel               | Höchstplatzierung, Gesamtwochen, AuszeichnungChartplatzierungen (Jahr, Titel, Platzierungen, Wochen, Auszeichnungen, Anmerkungen) | Höchstplatzierung, Gesamtwochen, AuszeichnungChartplatzierungen (Jahr, Titel, Platzierungen, Wochen, Auszeichnungen, Anmerkungen) | Anmerkungen |
| Jahr | Titel               | US | Country | Anmerkungen |
| ---- | ------------------- | --- | --- | ----------- |
| 2005 | Loco Motive         | US15 (15 Wo.)US | Country2 (45 Wo.)Country |             |
| 2007 | Black in the Saddle | US153 (1 Wo.)US | Country28 (9 Wo.)Country |             |

Weitere Alben
- 2002: Beginner’s Luck
- 2009: Demolition Mission: Studio Blue Sessions
- 2014: King of Clubs
- 2015: Saloons on Neptune
- 2018: Laugh with Me

### EPs
- 2001: Hick-Hop Hysteria
- 2010: Before You Knew My Name

### Singles
| Jahr | Titel                                     | Höchstplatzierung, Gesamtwochen, AuszeichnungChartsChartplatzierungen (Jahr, Titel, Platzierungen, Wochen, Auszeichnungen, Anmerkungen) | Anmerkungen                      |
| Jahr | Titel                                     | Country | Anmerkungen                      |
| --- | ----------------------------------------- | --- | -------------------------------- |
| 2005 | I Play Chicken with the Train Loco Motive | Country48 (4 Wo.)Country | mit Big & Rich                   |
| Folgende Lieder erschienen nicht als Single, wurden aber durch das Album zum Download und Streaming bereitgestellt und konnten somit eine Platzierung erlangen: |                                           | |                                  |
| |                                           | |                                  |
| 2005 | Our America Loco Motive                   | Country44 (2 Wo.)Country | mit Big & Rich & Gretchen Wilson |

Weitere Singles
- 2005: If You Don’t Wanna Love Me (mit Sarah Buxton)
- 2005: My Last Yee Haw (mit Big & Rich)
- 2006: El Tejano
- 2006: Hook ’Em Horns
- 2007: Hick Chick (mit Angela Hacker)
- 2009: Cash in the Cookie Jar
- 2010: New Sheriff
- 2010: Ballad of Cherokee Bill
- 2016: Countdown to Vacation